# Edvarda
Edvarda je žensko osebno ime.

## Izvor imena
Edvarda je ženska oblika moškega osebnega imena Edvard.

## Pogostost imena
Po podatkih Statističnega urada Republike Slovenije je bilo na dan 31. decembra 2007 v Sloveniji število ženskih oseb z imenom Edvarda: 27.

## Osebni praznik
Osebe z imenom Edvarda lahko godujejo takrat kot osebe z imenom Edvard.